# Intoxikazión etílika
Intoxikazión etílika es el nombre de la maqueta debut del grupo Soziedad Alkoholika, lanzada en 1990 y compuesta de 11 canciones. Fue reeditada más tarde por DDT en casete y en 1995 reeditado por Mil A Gritos Records en CD.
Las pistas "S.H.A.K.T.A.L.E.", "Nos vimos en Berlín" y "Kontra la agresión kastrazión", posteriormente serían grabadas de nuevo e incluidas en el disco homónimo de la banda.

## Canciones
| N.º     | Título                                                              | Duración |  |
| 1.      | «S.H.A.K.T.A.L.E.» (Siempre Hay Alguien Ke Te Amarga La Existencia) | 3:04     |  |
| 2.      | «No eres más»                                                       | 1:48     |  |
| 3.      | «Por favor deja de echar aceite hirviendo en los ojos (1)»          | 0:12     |  |
| 4.      | «Intoxikazión etílika»                                              | 2:10     |  |
| 5.      | «Nos vimos en Berlín»                                               | 2:42     |  |
| 6.      | «Lo tienes fácil»                                                   | 2:42     |  |
| 7.      | «Padre Black & Decker»                                              | 2:44     |  |
| 8.      | «Kontra la agresión kastrazión»                                     | 2:40     |  |
| 9.      | «La última partida»                                                 | 2:39     |  |
| 10.     | «Por favor deja de echar aceite hirviendo en los ojos (2)»          | 0:13     |  |
| 11.     | «Sin Dios ni ná»                                                    | 2:10     |  |
| 23 mins |                                                                     |          |  |

## Formación
- Juan - voz
- Jimmy - guitarra
- Oskar - guitarra
- Iñaki - bajo
- Roberto - batería